# Polystichum orientalitibeticum
Polystichum orientalitibeticum är en träjonväxtart som beskrevs av Ren-Chang Ching. Polystichum orientalitibeticum ingår i släktet Polystichum och familjen Dryopteridaceae. Inga underarter finns listade.